# Stanisław Mlekodaj
Stanisław Mlekodaj (ur. 2 grudnia 1927 w Rabce-Zdrój, zm. 23 grudnia 2021) – polski torakochirurg, prof. dr hab. n. med.

## Życiorys
W 1953 ukończył studia w Akademii Medycznej im. Mikołaja Kopernika w Krakowie. Obronił pracę doktorską, następnie uzyskał stopień doktora habilitowanego. W 1979 nadano mu tytuł profesora w zakresie nauk medycznych. Został zatrudniony w Instytucie Gruźlicy i Chorób Płuc. Od maja 1981 do listopada 1983 podsekretarz stanu w Ministerstwie Zdrowia i Opieki Społecznej.
Zmarł 23 grudnia 2021.